# Кордилера Реал
Кордилера Реал (на испански: Cordillera Real) е планинска верига в Боливия, в департамента Ла Пас, съставна част на Боливийските Централни Кордилери. Простира се на 350 km от северозапад на югоизток, североизточно от езерото Титикака и столицата Ла Пас. На северозапад се свързва с планинския масив Кордилера де Карабая на Перуанските Централни Кордилери. Максимална височина връх Илимани 6439 m. Други по-високи върхове са: Анкоума (6427 m), Илямпу (6331 m), Уайна Потоси (6088 m). Изградена е основно от палеозойски седиментни скали, пронизани от интрузии. Склоновете ѝ са силно разчленени от левите притоци на река Бени. Най-високите ѝ части имат алпийски форми на релефа, като на север и юг има значителни планински ледници. Източните ѝ склонове са покрити с планински влажни тропически гори, а западните са полупустинни. В югозападното ѝ подножие е разположена столицата на Боливия град Ла Пас.